# Acrossus pseudoobenbergeri
Acrossus pseudoobenbergeri är en skalbaggsart som beskrevs av Cervenka 1995. Acrossus pseudoobenbergeri ingår i släktet Acrossus och familjen Aphodiidae. Inga underarter finns listade i Catalogue of Life.